# Simeó Estulte
Simeó Estulte o Simeó Sal (grec antic: Συμεών o Συμεάνης Σαλὸς, llatí: Symeon o Simeon Stultus o Salus) va ser un religiós romà d'Orient, originari de Síria, tot i que no es coneix el lloc exacte de naixement.
Va néixer potser l'any 522, durant el regnat de l'emperador Justí I, i va ser un fanàtic defensor de l'Església Ortodoxa. La seva vida la va escriure Lleonci de Neàpolis que diu que sota Justinià I va visitar Jerusalem on va abraçar la vida monàstica, primer en un convent i després en una ermita a la vora del mar Mort, juntament amb un company de nom Joannes. Més tard va anar a Emesa on va viure fins a la seva mort que es va produir segurament en temps de l'emperador Maurici. La història de la seva vida, que va escriure Lleonci, explica gran quantitat de miracles i fets absurds.